# Hermonassa dictyota
Hermonassa dictyota là một loài bướm đêm trong họ Noctuidae.